# 2675 Толкін
2675 Толкін (2675 Tolkien) — астероїд головного поясу, відкритий 14 квітня 1982 року.
Тіссеранів параметр щодо Юпітера — 3,647.